# Пиндер, Люси
Люси Кэтрин Пиндер (англ. Lucy Katherine Pinder; род. 20 декабря 1983, Уинчестер, Хэмпшир, Великобритания) — британская актриса и фотомодель.

## Карьера
Люси Пиндер начала модельную карьеру, после того как была замечена фотографом Ли Эрлом на пляже летом 2003 года.
В 2009 году Пиндер заняла 97-е место в списке «100 самых красивых лиц года» (англ. The 100 Most Beautiful Faces of 2009) группы The Independent Critics (с англ. — «Независимые критики»).
В 2012 году Пиндер дебютировала в кино.

## Фильмография
| Год  |   | Русское название              | Оригинальное название   | Роль             |
| ---- | - | ----------------------------- | ----------------------- | ---------------- |
| 2012 | ф | Стриптизёрши против оборотней | Strippers vs Werewolves | невеста-вампирша |
| 2016 | ф |                               | Waarior Savitri         | Кэнди            |